# Ismaël Diomandé
Ismaël Tiémoko Diomande (Abidjan, 28 augustus 1992) is een Ivoriaans voetballer die doorgaans als defensieve middenvelder speelt. Hij verruilde Saint-Étienne in juli 2016 voor SM Caen, dat hem in het voorgaande halfjaar al huurde. Diomande debuteerde in 2014 in het Ivoriaans voetbalelftal.

## Clubcarrière
Diomandé komt uit de jeugdacademie van Saint-Étienne. Hij debuteerde in de Ligue 1 tijdens het seizoen 2011/12. In zijn debuutseizoen kwam hij tot drie wedstrijden. Op 28 september 2013 maakte hij zijn eerste treffer in de Ligue 1, tegen SC Bastia.
1 Zelazny ·
2 Baysse ·
3 Armougom ·
4 Diomandé ·
5 Sankoh ·
6 Oniangué  ·
7 Khaoui ·
9 Repas ·
10 Fajr ·
11 Ninga ·
12 Beauvue ·
13 Joseph ·
14 Gradit ·
15 Imorou ·
16 Callens ·
17 Deminguet ·
18 Bammou ·
19 Tchokounté ·
21 Guilbert ·
22 Mbengue ·
23 Dabo ·
24 Djiku ·
27 Crivelli ·
29 Genevois ·
30 Samba ·
40 Reulet ·
Coach: Mercadal
1 Copa ·
2 Viera ·
3 Boka ·
4 K. Touré ·
5 Zokora ·
6 Drogba ·
7 Akpa-Akpro ·
8 Gradel ·
9 Tioté ·
10 Bony ·
11 Gervinho ·
12 Sio ·
13 Konan ·
14 Kalou ·
15 Die ·
16 Gbohouo ·
17 Aurier ·
18 Djakpa ·
19 Y. Touré ·
20 Diomandé ·
21 Bolly ·
22 Bamba ·
23 Mandé ·
Coach: Lamouchi